# Chorizopes anjanes
Chorizopes anjanes là một loài nhện trong họ Araneidae.
Loài này thuộc chi Chorizopes. Chorizopes anjanes được Benoy Krishna Tikader miêu tả năm 1965.